# ČKD-Praga

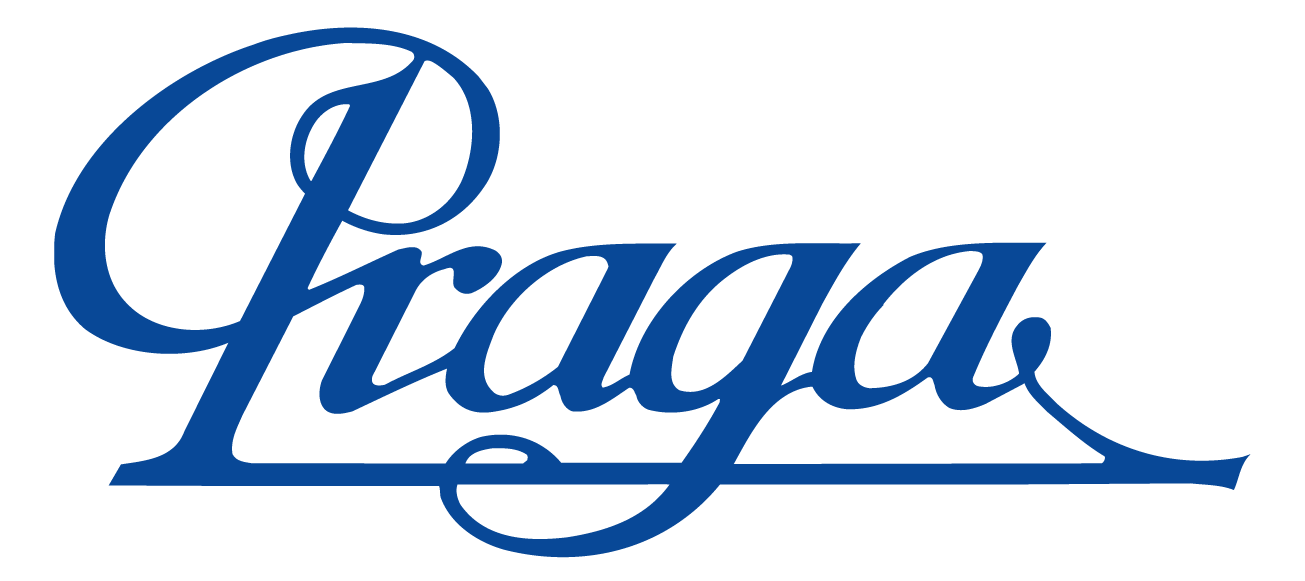

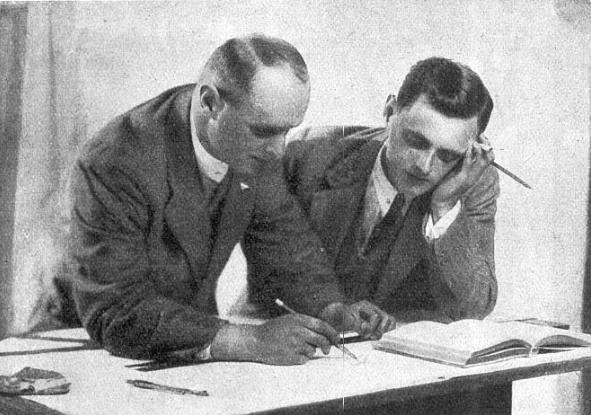
Beneš und Hajn, 1926

ČKD-Praga (Českomoravská Kolben Daněk-Praga) war ein tschechoslowakischer Hersteller von Flugzeugen und Flugmotoren in Prag-Karlin.

## Geschichte
1907 gründeten die Erste Böhmisch-Mährische Maschinenfabrik in Prag und Ringhoffer die Automobilfabrik Praga. 1915 entstand als Tochterfirma ein Triebwerksunternehmen, dessen Produkte meist als Praga bezeichnet wurden. Nach der Unternehmensfusion von 1927 gehörte das Werk zum Konzern Českomoravská Kolben Daněk und wurde 1929 mit dem Automobilhersteller fusioniert.
Als zwischen 1930/31 die beiden Konstrukteure Pavel Beneš und Miroslav Hajn von Avia zu ČKD-Praga wechselten, begann die Konstruktion von Flugzeugen. Die erste erfolgreiche Entwicklung war die E-39 von 1931, ein militärischer Schul-Doppeldecker, von dem 139 Stück gebaut wurden. ČKD-Praga entwickelte in den folgenden Jahren mehrere Flugzeugtypen, die aber entweder nur Projekte blieben oder über das Prototypenstadium nicht hinauskamen.
Unter Chefkonstrukteur Jaroslav Šlechta, als das Unternehmen vermehrt auf zivile Flugzeuge setzte, stellte sich ab 1934 mit der E-114 Air Baby, der wohl bekanntesten Konstruktion von ČKD-Praga, wieder der kommerzielle Erfolg ein. Dieses Sportflugzeug wurde vielfach gebaut und nach Frankreich, Großbritannien, Rumänien sowie in den Iran verkauft. Es erschien 1937 auch in einer englischen Lizenzversion als Hillson-Praga Baby. Noch 1946 wurden davon 126 Exemplare mit verschiedenen Triebwerken hergestellt.
Insgesamt wurden bei ČKD-Praga 17 Flugzeugtypen entwickelt, von denen 7 die Serienreife erreichten.